# Томмази, Сара
Са́ра Томма́зи (итал. Sara Tommasi; род. 9 июня 1981, Нарни, Умбрия, Италия) — итальянская актриса, телеведущая и модель.

## Биография
Сара Томмази окончила университет Боккони в Милане со степенью экономиста, после чего получила диплом диктора телевидения и окончила актёрскую студию в Нью-Йорке.
Свою карьеру Сара Томмази начала на телевидении — была виджеем на All Music, в 2002 году вела Paolo Limiti Show на канале Rai 1, в 2004 году — программу Con tutto il cuore.
В 2006 году приняла участие в четвёртом сезоне реалити-шоу L’isola dei famosi, а также снялась в эротической фотосессии для журнала Max.
В кино дебютировала в 2008 году в кинокомедии «Итальянский пирог». В 2012 году снялась в своём первом порнофильме Sara Tommasi: Il Mio Primo Film Hard.

### Личная жизнь
Встречалась с футболистами Марио Балотелли и Роналдиньо. Принимала участие в секс-вечеринках итальянского премьер-министра Сильвио Берлускони.
В феврале 2011 года Сара Томмази дала интервью итальянскому журналу Diva e donna, в котором прокомментировала своё участие в «деле Руби», секс-скандале тогдашнего премьер-министра Италии Сильвио Берлускони, в котором утверждала, что является жертвой преследования, что в её организм был имплантирован микрочип, а она пребывала под действием наркотиков, а в интервью газете Corriere della Sera сказала, что не предоставляет эскорт-услуги и является жертвой преследований и шантажа.

## Фильмография
| Год  |    | Русское название            | Оригинальное название      | Роль                      |
| ---- | -- | --------------------------- | -------------------------- | ------------------------- |
| 2008 | ф  | Итальянский пирог           | Ultimi della classe        | Барбара                   |
| 2009 | с  | Ястреб и голубка            | Il falco e la colomba      | служанка Анны             |
| 2010 | ф  | Вся любовь к миру           | Tutto l'amore del mondo    | Елена                     |
| 2010 | ф  | Высшая неверность           | Alta infedeltà             | Валерия                   |
| 2010 | с  | Преступления                | Crimini                    | Бионда                    |
| 2010 | с  | Доказательства преступления | I delitti del cuoco        | секретарь                 |
| 2010 | с  |                             | SMS Squadra Molto Speciale |                           |
| 2010 | с  | Полицейский участок         | Distretto di polizia       | проститутка               |
| 2011 | ф  | Клетка для двоих            | Una cella in due           | секретарь доктора Лавиньо |
| 2011 | тф | Воскресная женщина          | La donna della domenica    | Далия                     |
| 2011 | с  |                             | Non smettere di sognare    | Франческа                 |
| 2011 | с  |                             | Fratelli detective         | Сара                      |
| 2012 | в  |                             | Sara contro tutti          | Сара                      |